# Степанян, Аро Левонович
Аро́ Лево́нович Степаня́н (арм. Հարո (Արա) Լևոնի Ստեփանյան; 1897—1966) — армянский советский композитор. Лауреат Сталинской премии второй степени (1951). Народный артист Армянской ССР (1960).

## Творческая биография

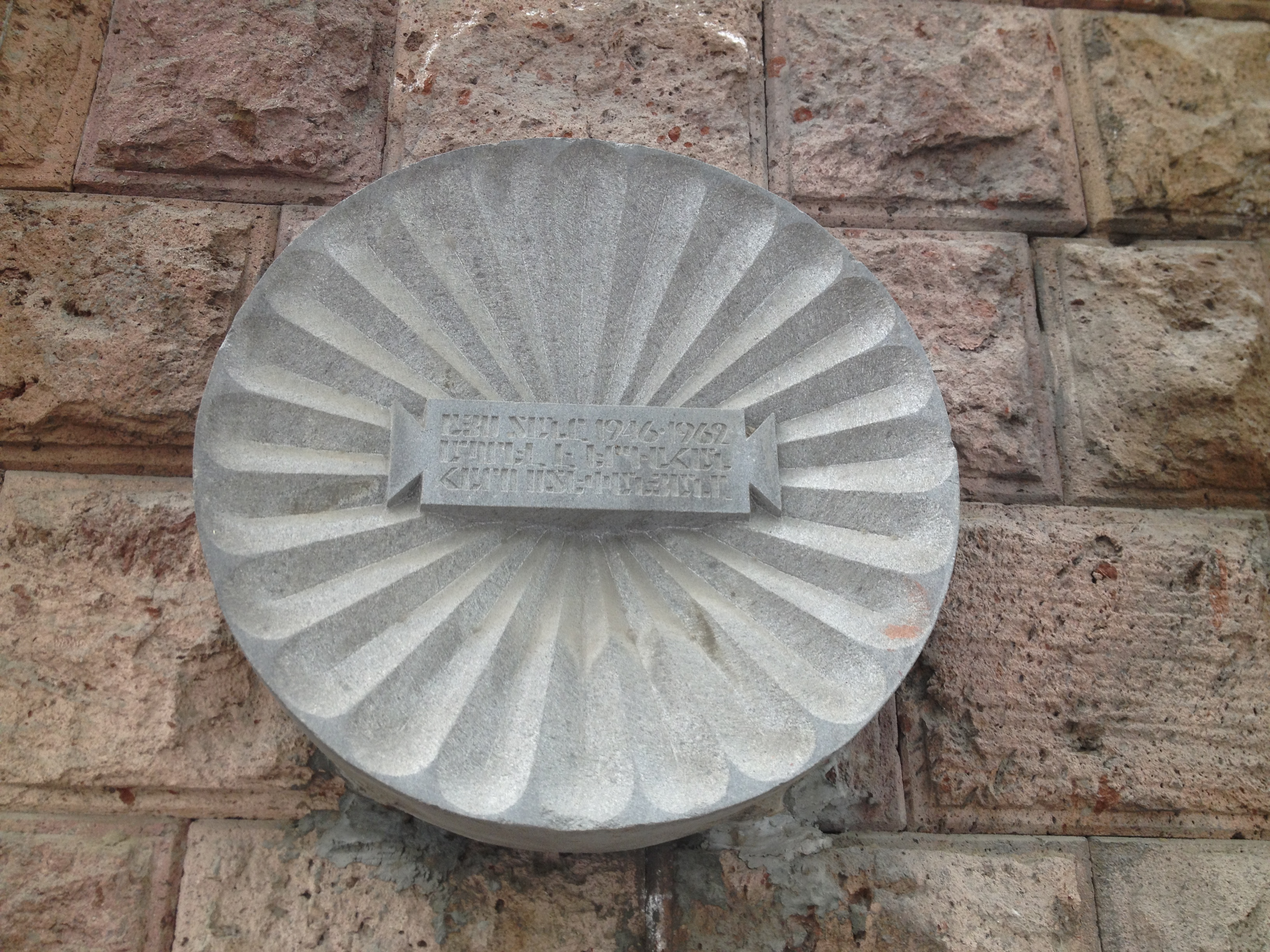
Мемориальная доска в Ереване. Проспект Маштоца, 43

Родился 13 (25 апреля) 1897 года в Елизаветполе (ныне Гянджа, Азербайджан). В 1923—1926 годах Степанян обучался в Музыкальном техникуме имени Гнесиных по классу композиции М. Ф. Гнесина.
В 1930 году окончил ЛГК имени Н. А. Римского-Корсакова по классу композиции В. В. Щербачева.
В 1930—1934 годах преподавал в ЕрГК.
В 1937—1948 годах являлся председателем оргкомитета СК Армянской ССР.
В его камерных вокальных и инструментальных сочинениях особое место занимает психологически углубленная, философская лирика. Лучшие произведения Степаняна отличаются реалистичностью образов и яркой национальной самобытностью. Его музыка связана с национальной армянской музыкой, а также русской и западно-европейской музыкальной классики.
Активно участвовал в фольклорных экспедициях.
Умер 9 января 1966 года в Ереване.

## Награды и премии
- 2 ордена Трудового Красного Знамени (04.11.1939 — «за выдающиеся заслуги в деле развития армянского театрального и музыкального искусства», 27.06.1956)
- орден «Знак Почёта» (24.11.1945)
- народный артист Армянской ССР (1960)
- Сталинская премия третьей степени (1951) — за оперу «Героиня», поставленную на сцене АрмАТОБ имени А. А. Спендиарова

## Музыкальные произведения
Оперы:
- «Храбрый Назар» (1934)
- «Давид Сасунский» (1936)
- «На рассвете» (1938)
- «Нунэ» (1947)
- «Героиня» (1950)

Сочинения для солистов, хора и симфонического оркестра:
- Колхозная кантата (слова A. Сармена, 1947)
- оратория «Неумолкающий колокол» (слова П. Севака, 1964)

Сочинения для симфонического оркестра:
- поэмы: Памяти 26 бакинских комиссаров (1938), Лур-да-лур (1944)
- сюиты: из фильма «Горный поток» (1939), Танцевальная (1951)
- симфонии: I (1943), II (1945), III (1953)

Сочинения для фортепиано и симфонического оркестра:
- концерт (1959)
- рапсодия (1962)

Сочинения для голоса и симфонического оркестра:
- песни на слова Саят-Нова (1940)
- «Родине моей» (5 песен на слова А. Исаакяна, B. Тэряна, Д. Демирчяна, Б. Карапетяна, 1940)
- четыре романса на слова О. Шираза (1953)

Сочинения для английского рожка и струнного квартета:
- поэма и танец (1929)

Сочинения для 2-х скрипок, альта и виолончели:
- фрагменты (1939)
- квартеты: I (1940), II (1940), III (1957), IV (1958)

Сочинения для флейты, гобоя, кларнета и фагота:
- миниатюры (три отрывка, 1958)

Сочинения для скрипки и фортепиано:
- поэма (1930)
- «Пионерский цикл» (5 пьес, 1931)
- элегия (1938)
- сонаты: I (1943), II (1947)
- четыре пьесы (1954)

Сочинения для виолончели и фортепиано:
- сюита (1927)
- пастораль и танец (1939)
- сонаты: I (1943), II (1963)
- Четыре пьесы (1954)

Сочинения для флейты и фортепиано:
- четыре пьесы (1957)

Сочинения для гобоя и фортепиано:
- четыре пьесы (1957)

Сочинения для фагота и фортепиано:
- четыре пьесы (1957)

Сочинения для английского рожка и фортепиано:
- четыре пьесы (1958)

Сочинения для фортепиано:
- пьесы (детские, 1932)
- шестнадцать прелюдий (1948)
- соната (1949)
- баллада (1961)
- лирические пьесы (1962)

Сочинения для органа:
- «Besso ostinato» (1928)

Сочинения для голоса и фортепиано:
- четыре песни (слова народные, 1926)
- четыре песни на слова Г. Сарьяна (1934)
- вокализ (1934)
- «Из старых песен» (слова армянских поэтов, 1935)
- две сказки (слова О. Туманяна, X. Апера, 1942)
- романсы на слова А. Исаакяна (1938—1943)
- пять романсов на слова восточных поэтов (1943)
- «Из средневековой поэзии» (слова Аствацагура, Н. Кучака, М. Нагаша, Н. Овнатана, 1945)
- сказка «Волк и кот» (слова X. Апера, 1945)
- четыре романса (слова А. Исаакяна и A. Сармена, 1945)
- пять романсов на слова О. Шираза (1953)
- три песни (слова О. Шираза, Г. Сарьяна, В. Тэряна, 1953)
- шесть романсов на слова А. Сармена (1960)
- два романса памяти Шопена (слова А. Сармена, 1963)
- «Песни о хлебе» (слова Д. Варужана, 1965)

Хоры на слова армянских поэтов
Детские песни на слова армянских поэтов
Обработки армянских народных песен